# Neadekvatnye ljudi
Neadekvatnye ljudi (Неадекватные люди) è un film del 2010 diretto da Roman Karimov.

## Trama
Uno sfortunato giovane trentenne Vitalij lascia una città di provincia e si trasferisce a Mosca, ma anche lì non è facile per lui, perché anche la sua vicina Kristina è sfortunata nella vita, e il suo nuovo capo vuole dormire con lui.